# Fadder
En fadder, gudfar eller gudmor förekommer inom barndöpande kristna kyrkor. Faddrar förekommer även vid dop av vuxna i sådana kyrkor. Faddern är en person som tar på sig uppgiften att vara dopvittne, åtar sig ett särskilt ansvar som förebedjare och kristet föredöme och vägledare för den som döps. Det finns ingen juridisk innebörd i att vara fadder, som fadder har man alltså inget särskilt ansvar gentemot sitt fadderbarn. Vid själva dopakten kan faddern ibland delta i textläsning och böner. Om det är ett barn som döps, kan faddern ibland bära barnet. Dessutom brukar faddern läsa en troendeförklaring på runt 5 minuter där denne berättar om tron denne ska uppfostra barnet till.
Den person man är fadder för kallas guddotter/-son, eller fadderbarn.
Olika kyrkor har olika regler om vilka som får bli faddrar, men ofta krävs att personen är döpt, konfirmerad eller troende.

## Historik
Ursprungligen ingick i fadderskapet också ett uppdrag att gå in som adoptivförälder i händelse av att föräldrarna gick bort eller på annat sätt blev oförmögna att ta hand om det döpta barnet. När fadderfunktionen infördes på 300-talet var en viktig orsak att kristna martyrers barn behövde tas om hand. Fadderskapet som relation sågs förr inom katolska kyrkan som så nära att den utgjorde hinder för äktenskap. Faddern, ursprungligen gudmodern, var också den som främst under medeltiden bar fram barnet vid dopet, eftersom modern ansågs oren under 40 dagar efter förlossningen och således inte fick beträda kyrkan. Enligt 1686 års kyrkolag skulle dopet ske senast 8 dagar efter förlossningen, varför en ställföreträdare för modern krävdes, en gudmor.
I Sverige har faddrarna enbart haft till uppgift att ansvara för barnets religiösa uppfostran. I Svenska kyrkohandboken av 1694 infördes en så kallad fadderfråga eller fadderförmaning, som bibehölls fram till 1894. I praktiken började redan på 1600-talet kyrkan och samhället överta ansvaret för barnets kristliga fostran, och fadder övergick till att bli det samma som dopvittne.
I äldre tider kunde det omfatta många uppgifter. Faddrarna förde barnet till dopet, ordnade doputstyrseln och förväntades ta åtgärder för att skydda barnet mot onda makter och befrämja barnets kommande liv genom olika ageranden. Valet av faddrar var speciellt viktigt eftersom faddrarnas egenskaper enligt folktron ansågs kunna överföras till barnet.